# Semaeopus emaculata
Semaeopus emaculata là một loài bướm đêm trong họ Geometridae.